# Firmicus bivittatus
Firmicus bivittatus är en spindelart som beskrevs av Simon 1895. Firmicus bivittatus ingår i släktet Firmicus och familjen krabbspindlar. Inga underarter finns listade i Catalogue of Life.